# Chiesa del Santissimo Sudario dei Piemontesi
La chiesa del Santissimo Sudario dei Piemontesi (in passato anche nota con il nome di Santissimo Sudario dei Savojardi) è un luogo di culto cattolico di Roma, nel rione Sant'Eustachio, in via del Sudario. È la chiesa sussidiaria dell'Ordinariato militare in Italia, chiesa nazionale del regno di Sardegna e ora chiesa regionale del Piemonte e chiesa regionale della Sardegna.

## Storia
Prima che venisse eretta questa chiesa, in origine ne sorgeva una dedicata a san Luigi, re di Francia, nell'area dove in seguito venne innalzata la basilica di Sant'Andrea della Valle. Il 21 maggio del 1597 la chiesa di San Ludovico venne affidata all'Arciconfraternita dei Savojardi e Piemontesi, raccoltasi a Roma fin dal 1537 sotto il titolo della sacra Sindone, ed eretta in arciconfraternita nel 1592 da Clemente VIII. Dato che la chiesa era diventata troppo piccola per l'arciconfraternita, ne venne edificata una nuova nel 1605, a poca distanza dal luogo dove sorgeva l'altra (poi distrutta quando si cominciò a costruire la nuova basilica dei chierici teatini). Il nuovo luogo di culto venne innalzato su disegno dell'architetto torinese Carlo di Castellamonte e su incarico del duca sabaudo Carlo Emanuele I. La cerimonia di consacrazione si tenne il 23 maggio del 1606, alla presenza del vescovo di Gravina Vincenzo Giustiniani. 

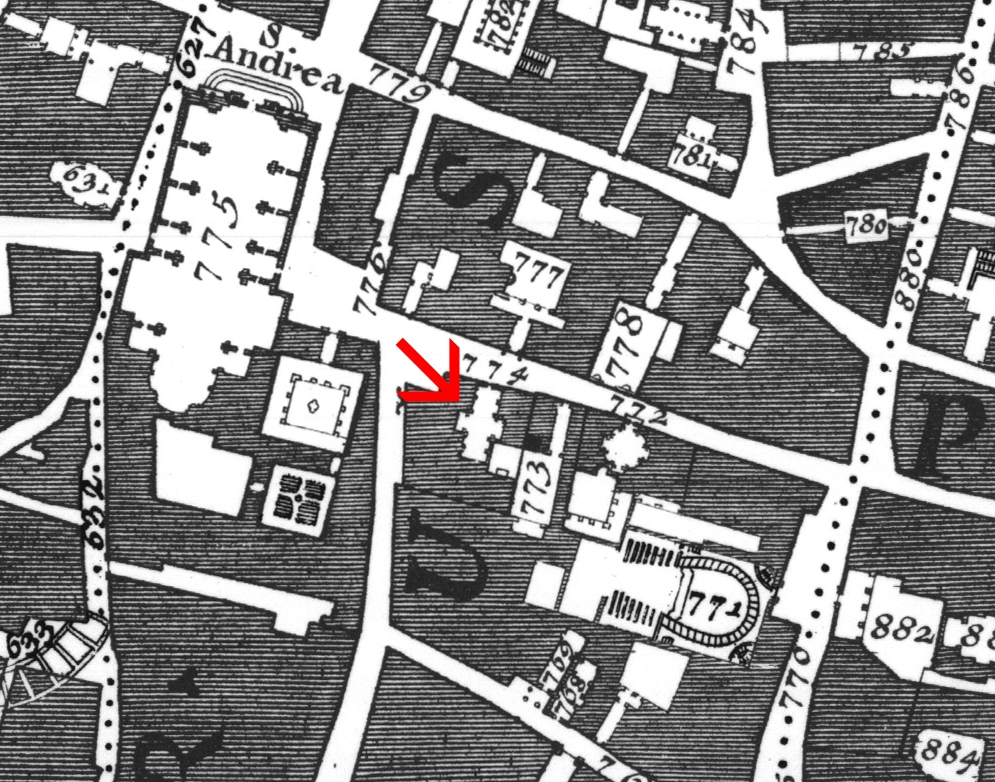
La chiesa, indicata dalla freccia rossa, nella mappa di Roma di Giovanni Battista Nolli (1748).

Intorno al 1660 l'arciconfraternita decise di ampliare la chiesa e di ristrutturarla. Dato che per erigere la facciata bisognava occupare un piccolo tratto della strada antistante, la compagnia cercò di acquistare il terreno in questione dal marchese Caffarelli, in virtù degli statuti particolari dei quali godeva, ma il marchese si rifiutò e vendette quel terreno ai padri teatini. Solo nel 1664 i savojardi comprarono quel terreno dai padri teatini, vendendo altri loro possedimenti ("luoghi di monti") per un totale di 2400 scudi. Fu in questo luogo che, il 19 aprile del 1665, venne celebrata la canonizzazione di Francesco di Sales, un vescovo francese originario della Savoia. La chiesa venne restaurata nel 1678 da Carlo Rainaldi, con l'aiuto del pittore e architetto piemontese Pier Francesco Garoli. Nel 1750 la chiesa venne restaurata nuovamente e venne adornata con delle decorazioni in stucco. 
Durante il periodo rivoluzionario della Repubblica Romana del 1798-99 l'arciconfraternita venne sciolta e la chiesa fu sconsacrata e adibita a magazzino e scuderie, finché non venne riaperta al culto su richiesta del re di Sardegna Carlo Emanuele IV. Per un breve periodo la chiesa venne unita alla chiesa di San Luigi dei Francesi, dato che nel 1805 il Piemonte era stata annesso all'impero napoleonico. Nel 1807 la chiesa tornò a essere usata come magazzino. Dopo la sconfitta di Napoleone Bonaparte, nel 1814 il papa Pio VII richiamò l'amministratore del luogo prima della chiusura, monsignor Luigi Bottiglia di Salvoux, e questi si mise in moto per recuperare i registri, i libri e gli arredi sacri che erano appartenuti alla chiesa nazionale piemontese. 
Restaurata nel 1856, la chiesetta rimase chiusa per alcuni anni finché, dopo il 1870, non divenne una specie di cappella di Corte dei Savoia. Nella chiesa aveva sede il Cappellano Maggiore del Re (o primo limosiniere), ossia il prelato con giurisdizione ordinaria (esente dai vescovi locali) sul clero palatino di tutta Italia e dignità abbaziale. Fino al concordato del 1929 infatti non venivano utilizzate le cappelle del Quirinale in seguito all'interdetto di Pio IX e per deferenza al Pontefice: dopo i Patti Lateranensi (e fino al 1946) il Cappellano maggiore ebbe sede nella Cappella Paolina del Quirinale. 
Il nome della chiesa deriva dalla Sindone, il lenzuolo (storicamente di proprietà sabauda per diversi secoli, fino al 1983 quando fu donata al Papa secondo il testamento dell'ex re Umberto II di Savoia) che secondo la tradizione avvolse il corpo di Gesù, e di cui si conserva una riproduzione nella chiesa.

## Descrizione

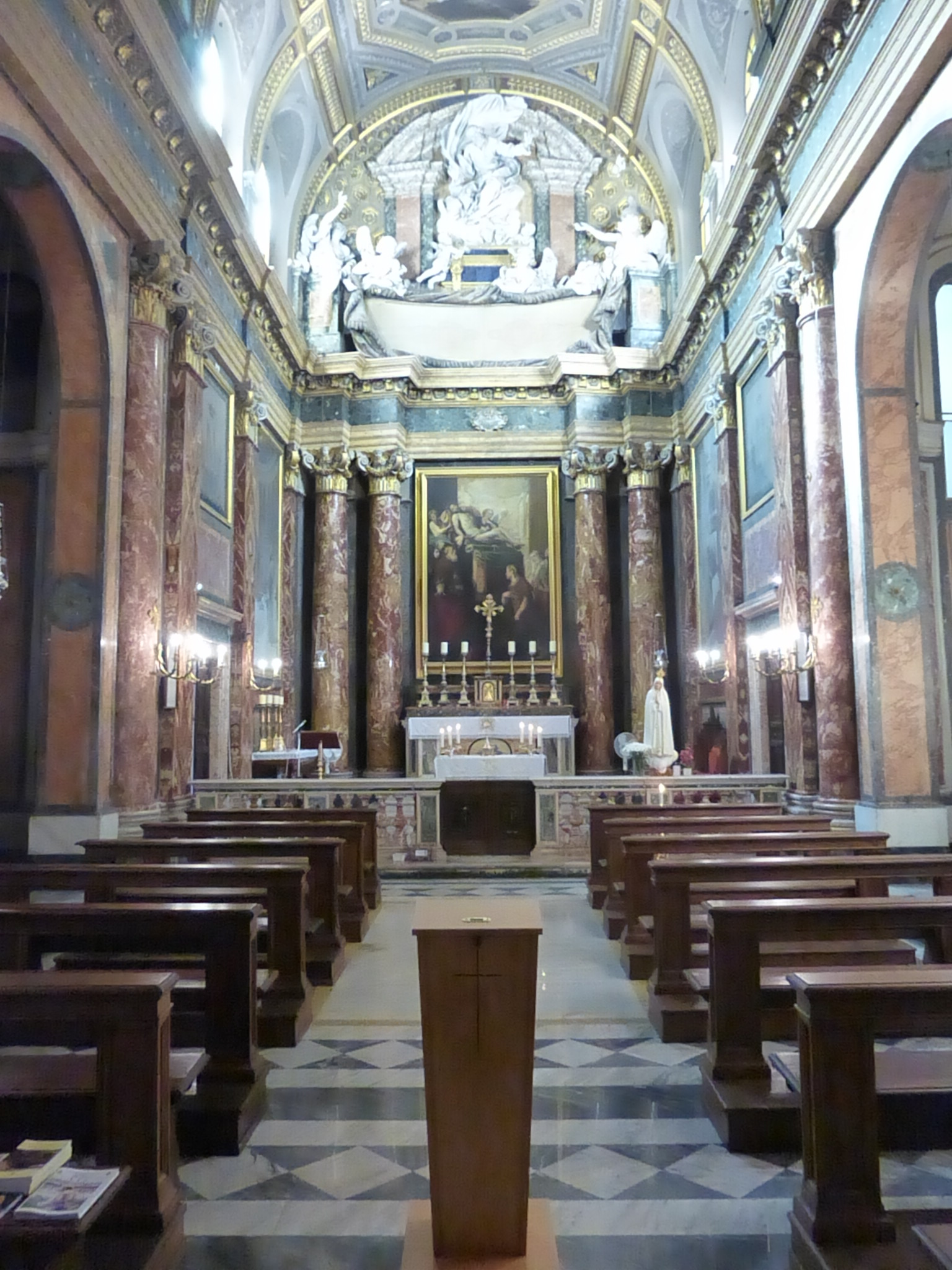
Interno

L'interno della chiesa è decorato da varie colonne di marmi colorati e nella volta sono raffigurate alcune personificazioni delle Virtù e la Gloria di cinque beati di casa Savoia, opera di Cesare Maccari. Lo stesso autore realizzò tra il 1871 e il 1873 gli affreschi che raffigurano il Discorso di Sant'Anselmo d'Aosta al Concilio Ecumenico e l'Incontro tra San Francesco di Sales e il Beato Giovanni Giovenale Ancina.
La pala dell'altare maggiore raffigura la deposizione di Gesù, attorniato da alcuni santi e beati sabaudi (come san Massimo di Torino e san Maurizio, il patrono della Savoia) e venne dipinta da Antonio Gherardi nel 1682. Sopra l'altare maggiore vi è un'opera in stucco dello scultore Pietro Mentinovese (realizzata nel 1668-1669 circa) riproducente una Gloria di Angeli con il Padre Eterno; al suo interno vi è una riproduzione a grandezza originale della Sacra Sindone, opera di Maria Francesca Apollonia di Savoia.
La cappella del lato destro è dedicata a san Francesco di Sales e presenta una pala d'altare, attribuita tradizionalmente a Carlo Cesi, che raffigura la glorificazione del santo. La cappella laterale sinistra è dedicata al beato Amedeo IX di Savoia, che nella Visione del beato Amedeo di Savoia (attribuita a Giovanni Domenico Cerrini o a Luigi Marzi) viene rappresentato dinnanzi a Maria con il Bambino, secondo uno schema desunto dal classicismo della pittura bolognese.